# The Simpsons: Bart and the Beanstalk
The Simpsons: Bart and the Beanstalk est un jeu vidéo sorti en 1994 sur Game Boy. Développé par Software Creations et édité par Acclaim, ce jeu est basé sur la série Les Simpson.

## Histoire
L'argument du jeu est basé sur le conte Jack et le haricot magique. Bart échange la vache de la famille contre des haricots magiques. Homer les jette dans le jardin. Le lendemain, un haricot géant a poussé jusqu'au ciel. Bart l'escalade et découvre un monde un peu spécial.

## Niveaux
Il y a sept niveaux dans le jeu.